# Masinloc
Masinloc è una municipalità di seconda classe delle Filippine, situata nella Provincia di Zambales, nella regione di Luzon Centrale.
Masinloc è formata da 13 baranggay:
- Baloganon
- Bamban
- Bani
- Collat
- Inhobol
- North Poblacion
- San Lorenzo
- San Salvador
- Santa Rita
- Santo Rosario
- South Poblacion
- Taltal
- Tapuac